# Somni i Mentida de Franco
Somni i Mentida de Franco és un conjunt de 18 petites imatges a manera de vinyetes que Pablo Picasso va gravar en dues planxes de coure, entre els mesos de gener i juny de 1937. Està estretament relacionat amb el famós quadre del Guernica i es considera la primera obra de Picasso amb contingut clarament polític, com a denúncia contra la Guerra Civil espanyola i contra Francisco Franco. Tant el citat quadre com els gravats van ser destinats al Pavelló de la República Espanyola en l'Exposició Internacional de París d'aquell any. Els gravats es van estampar en una tirada numerada inusualment gran (mil exemplars), per recaptar fons per a la causa republicana.

## Context
Quan, el 14 d'abril de 1931, es va proclamar a Espanya la Segona República, Picasso portava ja gairebé 30 anys residint a França de forma permanent. Inicialment la República no va mostrar massa interès per l'obra del pintor, qui, per la seva banda, no va mostrar tampoc cap signe d'acostament al nou règim. Anys enrere, en ser preguntat per les seves idees polítiques, havia contestat simplement: «Sóc monàrquic perquè a Espanya hi ha un rei».
El Director General de Belles arts, Ricardo Orueta, va tenir el 1933 la idea de muntar una exposició d'obres de Picasso a Madrid, però l'escriptor i ambaixador d'Espanya a París Salvador de Madariaga li va fer desistir del projecte en informar-li que l'actitud del pintor era «francamente grosera […] para conmigo mi personalmente i para el embajador de su país» (francament grollera […] cap a mi personalment i cap a l'ambaixador del seu país). Eren pocs a Espanya els que llavors defensaven la importància de l'obra de Picasso: entre ells estava Manuel Abril, Premi Nacional de Literatura el 1934 amb una obra, De la naturaleza al espíritu, en la qual feia un encès elogi i una ardent defensa del pintor. Quan el gener de 1936 es va dur a terme una exposició retrospectiva de Picasso a la sala Esteva de Barcelona, organitzada per l'associació ADLAN (Amics de les Arts Noves), va ser rebuda amb hostilitat per la premsa. L'exposició viatjaria més tard a Madrid i a Bilbao.
Després de l'esclat de la Guerra Civil espanyola al juliol de 1936, i per iniciativa personal del pintor Josep Renau, nou Director General de Belles arts, es va decidir nomenar a Picasso director del Museu del Prado en substitució de Ramón Pérez de Ayala, qui havia dimitit al juny per discrepàncies polítiques. Picasso va acceptar emocionat el nomenament, que es va fer efectiu al setembre, encara que mai arribaria a prendre possessió del seu càrrec, que en realitat va ser més aviat honorífic doncs la gestió efectiva del Prat va haver de portar-la el sotsdirector, Francisco Javier Sánchez Cantón. Per a la República, el nomenament de Picasso es tractava sobretot, en temps difícils per a la seva supervivència, d'una manera de treure rendiment al prestigi internacional de l'autor.
A principis de gener de 1937, al seu domicili parisenc de la rue la Boëtie, Picasso va rebre la visita d'una delegació espanyola formada pel Director General de Belles arts Josep Renau, l'arquitecte Luis Lacasa, i els escriptors Juan Larrea, Max Aub i José Bergamín. El propòsit dels visitants era sol·licitar la col·laboració de Picasso en el pavelló espanyol de l'Exposició Internacional de París, que s'anava a inaugurar al maig; l'edifici era un disseny de Josep Lluís Sert i del ja citat Luis Lacasa.
En un primer moment, Picasso es va mostrar una miqueta reticent a crear una obra de gran format, però ja llavors devia estar barrejant ajudar a la República d'alguna manera, ja que el 8 de gener va datar la primera planxa de la carpeta de gravats Sueño y mentira de Franco. D'aquest peculiar text il·lustrat es faria una edició de 1000 exemplars numerats per ser venuts en l'exposició: els beneficis obtinguts es destinarien íntegres a la causa republicana. La segona i última planxa dels gravats va ser iniciada el 9 de gener, però no es conclouria fins al 7 de juny, després de la creació del Guernica, que va ser l'encàrreg que li va fer el govern espanyol a Picasso

## Els gravats: descripció i edició
Picasso va gravar les 18 escenes en dues planxes de coure de format apaïsat, amb mesures aproximades 31 x 42 centímetres, a raó de nou vinyetes en cadascuna. Va utilitzar la tècnica de l'aiguafort, i en les primeres catorze imatges va matisar llums i ombres mitjançant banys d'aiguatinta al sucre. Les escenes van enquadrades i alineades com les auques (anomenats al·leluies a Espanya, fora dels països catalans), historietes molt populars als segles xviii i xix que es consideren antecessores dels còmics. Durant la guerra del 36, aquest format de cartells va tenir ampli ús en tots dos bàndols com a instrument propagandístic. Però en realitat les imatges gravades per Picasso no narren un argument de manera lineal ja que en origen no es van pensar com a tals: estava previst que els requadres es tallessin i distribuïssin per separat com a targetes postals. Diversos d'ells semblen repetir un mateix assumpte o denúncia, però cal reiterar que es van pensar com a imatges independents.
Picasso les va gravar en dos moments de 1937: les primeres catorze estan datades el 8 i 9 de gener, per la qual cosa són anteriors en diversos mesos al Guernica, i les restants quatre daten del 7 de juny, tres dies després d'haver-se conclòs el quadre. En aquestes últimes no hi ha els banys de aguatinta (possiblement per la urgència d'acabar-les per enviar les matrius a la impremta) i coincideixen amb els esbossos preparatoris pel Guernica. Cal precisar que l'ordre de realització de les imatges estampades és a l'inrevés, de dreta a esquerra, ja que Picasso les va gravar al dret en les planxes i en imprimir-se queden invertides per l'efecte especular. També a causa d'això, les inscripcions es llegeixen invertides.
Les imatges denuncien la guerra en general i més explícitament critiquen a Francisco Franco. Algunes són caricatures satíriques del general, de caràcter grotesc i escatològic, mentre que unes altres són al·legories sobre la crueltat i els mals de la guerra. En una de les vinyetes Franco és representat vestit de dona de dubtosa reputació, amb mantilla; en una altra, adora un relicari que conté una moneda de dur (al·lusió als vincles del bàndol nacional amb la banca). En altres vinyetes, el general apareix representat amb un fal·lus gegant i botes, com un pòlip o cèl·lula indefinible, i com una criatura amb cap de patata, per influència de l'obra teatral Ubú rei d'Alfred Jarry. En altres vinyetes apareixen lluitant un cavall i un toro, figures que reapareixeran en el Guernica.

### Les 18 imatges
Imatges de la planxa I (8 de gener de 1937):
- 1. Franco sobre un cavall, amb una espasa i una bandera
- 2. Franco camina sobre una corda, amb un fal·lus gegant, una espasa i una bandera
- 3. Franco ataca un bust clàssic (la República Espanyola) amb una piqueta
- 4. Franco vestit com una cortesana, amb una flor i un ventall
- 5. Franco rebent una cornada d'un toro
- 6. Franco resa a una moneda de duro, lluint una tiara papal i un capell marroquí; l'envolta filferro espinós
- 7. Franco expel·leix colobres del seu cos
- 8. Franco caça un cavall alat (Pegàs)
- 9. Franco amb una llança, cavalcant un porc

Primeres imatges de la planxa II (datades el 9 de gener de 1937):
- 10. Franco devora un cavall mort
- 11. Les restes d'una batalla: un cos femení jeu a terra
- 12. Les restes d'una batalla: un cavall abriga amb el seu coll a un home; semblen morts
- 13. Franco i un toro es miren
- 14. Franco (com un centaure deforme) i el toro, lluitant

Imatges afegides en la planxa II el 7 de juny de 1937 (algunes, relacionades amb esbossos del Guernica):
- 1. Dona plorant i mirant a dalt
- 2. Mare amb un nen, fugint d'una casa en flames
- 3. Mare i fill morts
- 4. Dona ferida per una fletxa s'alça entre les ruïnes davant els seus dos fills

### Edició numerada
Somni i mentida de Franco es cataloga en el gènere del llibre il·lustrat, ja que combina text i imatges; però és un llibre sui generis doncs té format de carpeta i les seves fulles van soltes. Les dues estampes gravades tenen com a acompanyament literari un text de Picasso en castellà: Fandango de lechuzas (fandango d'òlives), un poema de to surrealista en prosa, escrit a mà per Picasso i reproduït per a l'edició en facsímil. El revers d'aquesta fulla mostra el mateix text en lletres d'impremta, en castellà i en francès.
La carpeta llueix en la seva tapa una etiqueta pentagonal enganxada, amb el títol Sueño y mentira de Franco, suggerit per Bergamín i que en francès generava un contrapet o joc de paraules: Songe et Mensonge de Franco. Juan Larrea va explicar que va intervenir en les gestions per produir l'edició, i prova d'això és que fins a la seva defunció va posseir tres carpetes dels gravats, de les quals una ostentava dedicatòria manuscrita de Picasso («Per al meu bon amic / Juan Larrea / el seu veritable amic / Picasso»).
Els gravats es van imprimir en el taller de Roger Lacourière (París) al juny de 1937, i es van produir mil carpetes numerades. Una tirada tan gran era poc habitual per a una edició limitada, però s'explica pel desig de recaptar fons mitjançant una obra assequible. A fi que les matrius de coure resistissin l'ús intensiu en la premsa, van ser acerades. En 1983 es van cancel·lar (ratllades) perquè no poguessin imprimir-se de nou, amb un traç oblic que les creua per l'angle inferior dret; i ambdues planxes es conserven ara en el Museum Ludwig de Colònia.
Part de l'edició es va oferir en venda en el mateix Pavelló Español de la fira, en un mostrador situat davant del Guernica; però en aquell moment no es van vendre moltes unitats. L'edició es va dividir en:
- 850 carpetes de color gris blavós
Amb els gravats impresos en paper Montval, numerats al llapis (del 1/850 al 850/850) i matasegellats amb un tampó amb la signatura de Picasso. Van sortir a la venda per 200 francs.
- 150 carpetes de color beix
Més exclusives; amb els gravats impresos en paper chine collé enganxat sobre washi, numerats a llapis (del 1/150 al 150/150) i signats a mà per Picasso. El seu preu va ser de 500 francs la carpeta.
- 30 proves d'artista
Gravats que manquen de numeració. Una d'aquestes carpetes sense numerar, amb els gravats impresos sobre paper chine collé i amb dedicatòria de Picasso a Juan Larrea, es va subhastar a Madrid al març de 2015. Existeix una parella dels gravats en el Museu Reina Sofia, en paper Montval i sense numerar. Va arribar al museu al costat del Guernica per la qual cosa va pertànyer a Picasso.
Així mateix, i segons Picasso, l'Ambaixada d'Espanya a París va publicar un llibre el 1939, amb les vinyetes retallades i enganxades en pàgines individuals. Per a aquest llibre, del com hi ha pocs exemplars, es van utilitzar estampats de la tirada de 850 carpetes abans esmentat que havien quedat sense vendre.